# 帕拉希利門山
帕拉希利门山（烏克蘭語：Парагільмен）是位於克里米亞共和國的山峰，屬於克里米亞山脈的一部分，海拔高度871米，該山峰有大約30種樹木生長。